# Martín Echegoyen
Martín Recaredo Echegoyen Machicote  (Montevideo, 3 de abril de 1891 - Montevideo, 17 de mayo de 1974) fue un jurista y político uruguayo perteneciente al Partido Nacional que se desempeñó como presidente del Consejo Nacional de Gobierno entre 1959 y 1960. También fue presidente del Consejo de Estado instaurado tras el golpe de Estado del 27 de junio de 1973.

## Trayectoria
Comenzó en la vida política en 1916, en el Comité de Juventud del Partido Nacional. Fue maestro de segundo grado y profesor de Idioma Español en Enseñanza Secundaria (liceos Miranda y Francés). Graduado como abogado en 1922, fue durante un período profesor adjunto en la cátedra de Derecho Constitucional de la entonces Facultad de Derecho y Ciencias Sociales.
En sus épocas de estudiante militó en el Partido Blanco Radical, junto a Lorenzo Carnelli.
Fue presidente del Directorio del Partido Nacional durante 30 años. Se desempeñó como secretario de la Corte Electoral en 1924, integró la Convención Nacional Constituyente tras el golpe de Estado de Gabriel Terra y fue senador en 1934, ministro de Instrucción Pública y Previsión Social de 1935 a 1936 y ministro de Obras Públicas de 1936 a 1938.
En las elecciones generales de 1946 y 1950 integró como candidato a vicepresidente la fórmula presidencial encabezada por Luis Alberto de Herrera, que en ambas ocasiones fue la más votada, pero cayó derrotada frente al Partido Colorado debido a la acumulación que permitía la ley de lemas.
En 1958, el Partido Nacional ganó las históricas elecciones que marcaron el final de la hegemonía del Partido Colorado en el gobierno. El autor de esta victoria fue el caudillo Luis Alberto de Herrera, quien sin embargo no fue electo para ningún cargo y murió poco después. Por tanto, Echegoyen asumió dos responsabilidades: la de conducir el primer gobierno blanco del siglo XX y también el sector Herrerismo del Partido Nacional. 
El 1 de marzo de 1959, al asumir el flamante gobierno blanco, Echegoyen pronunció un discurso en el cual, entre otras cosas, citó: 

El político ha de actuar siempre en una realidad preexistente impregnada de historia. En la sociedad obran fuerzas no perceptibles, pero de gravitación tan ineluctable como la de las leyes naturales. Ello ha de tenerse presente ante la ilusión de que el éxito, en la dirección política, depende puramente de su intelectualidad...

No fue fácil la tarea gubernativa en el seno del ejecutivo colegiado: las arcas estatales estaban exhaustas y el ministro de Hacienda, Juan Eduardo Azzini, debió llevar a cabo reformas profundas y dolorosas. Todo esto se vio agravado por la catastrófica creciente del río Negro ocurrida al mes siguiente de instalado el nuevo gobierno.
Echegoyen fue presidente del Senado en 1963, candidato presidencial en 1966 y presidente de la Asamblea General en 1967. Fue nuevamente senador en 1971. 
Finalmente, fue el primer Presidente del Consejo de Estado de la dictadura cívico-militar (1973-1974). 
Para esas fechas se agravó su estado de salud, a consecuencia de un cáncer de páncreas. Falleció pocos meses después y fue sepultado con honores de jefe de Estado.
Algunos lo recuerdan como “el hombre más inteligente al servicio del caudillo Herrera”.